# Conus chindeensis
Espèce
Conus chindeensis est une espèce de mollusques gastéropodes marins de la famille des Conidae.
Comme toutes les espèces du genre Conus, ces escargots sont prédateurs et venimeux. Ils sont capables de « piquer » les humains et doivent donc être manipulés avec précaution, voire pas du tout.

## Taxonomie

### Publication originale
L'espèce Conus chindeensis a été décrite pour la première fois en 2021 par les malacologistes Éric Monnier (d), Fabrice Prugnaud (d) et  Loíc Limpalaër (d) dans « Xenophora Taxonomy »,.

### Synonymes
- Conus (Phasmoconus) chindeensis (Monnier, Prugnaud & Limpalaër, 2021) · appellation alternative
- Phasmoconus (Phasmoconus) chindeensis Monnier, Prugnaud & Limpalaër, 2021 · non accepté
- Phasmoconus chindeensis Monnier, Prugnaud & Limpalaër, 2021 · non accepté